# Джон Лілл
Джон Лілл (англ. John Lill; нар. 17 березня 1944, Лондон) — британський піаніст.

## Біографія
Вчився у Королівському музичному коледжі, потім удосконалювався у Вільгельма Кемпф. Перший сольний концерт зіграв у віці дев'яти років, а в 18 років виконав Третій фортепіанний концерт Рахманінова з оркестром під орудою Адріана Боулта. Після успішного дебюту в Лондоні в 1963 з П'ятим концертом Бетховена і в Карнегі-холлі (Нью-Йорк; 1969) Лілл здобув світове визнання, а ще через рік виграв четвертий Конкурс імені Чайковського (перша премія була розділена між ним і Володимиром Крайнєвим). Почавши міжнародну концертну кар'єру, піаніст грав в Амстердамі, Берліні, Римі, Стокгольмі та інших європейських містах, а також в СРСР і Австралії, зробив численні записи з найбільшими оркестрами світу, виступав на радіо і телебаченні. Лілл — член журі міжнародних конкурсів, володар титулу Офіцера ордена Британської імперії.

## Творчість
Репертуар Лилла вельми обширний, відмінні риси гри піаніста — блискуча віртуозність і широка палітра звучань. Музикант співпрацює з провідними звукозаписними фірмами — Deutsche Grammophon, EMI Records та іншими, серед його записів — повне зібрання сонат та концертів Бетховена, Прокоф'єва і Рахманінова.